# Акицусима (плавбаза гидросамолётов)
«Акицусима» (яп. 秋津洲, «Остров стрекоз»—одно из старинных поэтических имён Японии) — японская плавучая база летающих лодок.
Проект корабля снабжения гидроавиации специальной постройки под индексом J-18 был разработан японским Морским техническим департаментом в 1938—1940 годах. В 1940—1942 годах по нему на верфи компании «Кавасаки» в Кобэ была построена одна единица—«Акицусима». Планировавшиеся однотипные «Тихая» и ещё 3 безымянных корабля не закладывались. 
«Акицусима» участвовала в Гуадалканальской кампании, позже использовалась и по основному назначению, и как обычный транспорт. В августе 1944 года на верфи в Курэ её перестроили в плавучую мастерскую, а месяцем позже, 24 сентября, она была потоплена в бухте Корон у одноимённого филиппинского острова «Хэллкэтами» с американского авианосца «Кэбот».

## Командиры
- 1.11.1941 — 25.3.1942 капитан 1 ранга (тайса) Сандзи Ивабути (яп. 岩淵三次)[1];
- 25.3.1942 — 3.12.1942 капитан 1 ранга (тайса) Харуо Маюдзуми (яп. 黛治夫)[2];
- 3.12.1942 — 26.8.1943 капитан 1 ранга (тайса) Ёсими Такао (яп. 高尾儀六)[3];
- 26.8.1943 — 24.9.1944 капитан 1 ранга (тайса) Ёсиро Фудзимаки (яп. 藤牧美徳)[3].